# Christian Heinrich Quien der Ältere
Christian Heinrich Quien der Ältere (* 7. Dezember 1750 in Alt-Saarbrücken; † 4. Oktober 1831 ebenda) war ein deutscher Kaufmann und Bürgermeister von Alt-Saarbrücken (1823–1831).

## Leben
Christian Heinrich war Sohn des nassau-saarbrückischen Landeshauptmanns (vergleichbar mit einem hohen Ministerialbeamten) und späteren Chausseedirektors (Leiter des Straßen- und Brückenbauwesens) Johann Clemens Quien (* 1714), seine Mutter Margaretha Elisabeth (1725–1755) geb. Karcher. Er heiratete am 27. Oktober 1776 in Scheidt die mittlere Tochter seines verstorbenen Onkels, des Großkaufmanns Heinrich Jacob Karchers (1730–1775), seine Cousine 1. Grades Katharina Margaretha (* 1757). Somit war Quien nicht nur gleich doppelt mit einer der bedeutsamsten Saarbrücker Familien des Bildungs- und Großbürgertums der damaligen Zeit verbunden, sondern auch der Schwippschwager seiner Vorgänger im Amt des Saarbrücker Bürgermeisters zur Zeit der französischen Munizipalverwaltung im Département de la Sarre, Jacob Röchlings, Gatte seiner ältesten – und nur vier Tage später, ebenfalls Ludwig Schmidtborns, Gatte seiner jüngsten Cousine und Schwägerin.
Er betätigte sich gleichwohl als Kaufmann in Saarbrücken und erwarb am 16. Oktober 1775 das Saarbrücker Bürgerrecht, was zur damaligen Zeit keineswegs bloß durch die Geburt zuerkannt wurde, sondern noch im Wesentlichen abhängig war von Geschäftserfolg, Haus- und Grundbesitz vor Ort sowie der Leistung von Abgaben an die Kommune. Quien war Mitbegründer der Saarbrücker Casinogesellschaft im Jahre 1796.
Am 1. Oktober 1800 wurde er Mitglied des damaligen Munizipalrates, noch unter französischer Verwaltung. Nachdem das Saarbrücker Umland 1815 an die preußische Rheinprovinz gekommen war, folgte seine Ernennung zum Bürgermeister am 14. November 1823, am 31. Dezember 1823 war die Amtseinführung. Zum 19. Januar 1831 schied er durch Amtsverzicht aus.

## Ehrungen
- Mitglied in der Saarbrücker Krahnengesellschaft (1801)